# Bobby Rock
Bobby Rock, pseudonimo di Bob Brock (Livermore, 13 luglio 1963), è un batterista heavy metal statunitense, noto per aver fatto parte di numerose note band come i Vinnie Vincent Invasion, Nitro, Nelson e Hardline.

## Discografia
Con i Vinnie Vincent Invasion
- Vinnie Vincent Invasion (1986)
- All Systems Go (1988)

Con i Nelson
- After the Rain (1990)
- Because They Can (1995)
- Imaginator (1996)

Con Brett Garsed
- Quid pro quo (1992)[1]
- Exempt (1993)[1]

### Altri album
- Nitro - O.F.R. (1989)
- Skull - No Bones About It (1991)
- Wilkes Booth - Blows U Away (1996)
- Seventh Rize - Visceral Rock (2000)
- Hardline - Hardline II (2002)
- Gary Hoey - Ho! Ho! Hoey: The Complete Collection (2003)
- Gary Hoey - Wake Up Call (2003)

### Tribute album
- Spin the Bottle: An All-Star Tribute to Kiss (2004)